# Thorictus namibensis
Thorictus namibensis is een keversoort uit de familie spektorren (Dermestidae). De wetenschappelijke naam van de soort werd in 1967 gepubliceerd door Hans John & Andreae.